# Leioproctus waipounamu
Leioproctus waipounamu là một loài Hymenoptera trong họ Colletidae. Loài này được Donovan mô tả khoa học năm 2007.